# OTs-12 Tiss
OTs-12 Tiss (ОЦ-12 Тисс) là loại súng trường tấn công được phát triển bởi TsKIB SOO (Cục Trung ương dành cho Thể thao và Săn bắn, một phần của Cục Thiết kế Công cụ KBP) phát triển và chế tạo. Việc phát triển được dự tính trang bị cho lực lượng cảnh sát. Hàng trăm khẩu đã được chế tạo tại TsKIB SOO tính đến năm 1993 và chuyển cho Bộ Nội vụ còn kế hoạch sản xuất hàng loạt nhiều hơn tại Tula không được thực hiện. Các khẩu OTs-12 vẫn đang được sử dụng bởi một số lực lượng thi hành công vụ trên khắp nước Nga.

## Thiết kế
OTs-12 sử dụng cơ chế nạp đạn bằng khí nén với khóa nòng xoay được phát triển dựa trên khẩu AKS-74U nhỏ gọn. Cấu tạo và cách hoạt động của súng giống với AKS-74U nhưng khác biệt chính là sử dụng loại đạn 9x39mm cận âm lớn hơn, loại đạn này cung cấp hỏa lực mạnh hơn cũng như sức xuyên lớn trong khoảng cách 200–300 m. Nòng súng cũng được làm mới để sử dụng loại đạn này, có khả năng gắn bộ phận chống giật hay ống hãm thanh.
Hệ thống nhắm cơ bản của súng là điểm ruồi. Hộp đạn rời của súng chứa 20 viên.